# Bulbophyllum subbullatum
Bulbophyllum subbullatum är en orkidéart som beskrevs av Jaap J. Vermeulen. Bulbophyllum subbullatum ingår i släktet Bulbophyllum och familjen orkidéer. Inga underarter finns listade i Catalogue of Life.